# 孙可
孙可（1989年8月26日—），昵称“二蛋”，江苏徐州人，中国足球运动员，司职右边锋或者右边前卫。孙可出自江苏舜天梯队，於2008年中國足球甲組联赛中首次代表江苏舜天亮相，在与同城对手南京有有的德比战中打入两球，其中前一粒是他的第一个联赛入球。2013年3月15日，孙可首次入选中国国家足球队，於同月22日舉行的2015年亞洲盃外圍賽主场以1比0击败伊拉克的比赛中首发出场，其优秀表现吸引了很多中国球迷的关注。
2015年6月18日被宣布从江苏舜天转会至天津泰达。然而，天津泰达的投资商权健集团与另一投资商泰达集团就资金投入与俱乐部未来发展事宜产生争议，孙可转会一事停滞。2015年7月10日，江苏舜天俱乐部宣布，2015赛季剩余时间，孙可将继续代表该球队参加比赛。

## 职业生涯

### 青年队
孙可8岁时在徐州市津浦西路小学校队接受足球训练。2001年，江苏舜天俱乐部组建U13梯队，梯队教练翟伟忠赴徐州选材，孙可却因发烧不幸错过了这次机会。不过，在徐州方面的推荐下，孙可还是获得了赴南京试训的机会。试训中，孙可表现上佳，被选入舜天梯队。起初他尝试了多个位置，后来他的位置固定为前腰。翟伟忠评价说，孙可虽然速度和力量一般，但是球感非常好，而且训练特别努力，即使是休息日他也会主动练球。

### 俱乐部
江苏舜天在2006年就将孙可列入球队征战中甲的名单。不过，孙可在2008年才迎来自己的首场联赛出场。这个赛季，他出场22次，打入两球。两球是在同一场比赛打进的。那场比赛是6月28日中甲第13轮的南京德比，江苏舜天主场对阵南京有有。孙可在下半时替补出场，在第54分钟和第61分钟连进两球，把比分由1比1改写为3比1。2008赛季，江苏舜天提前六轮锁定中甲冠军，升入中超。媒体称赞了孙可勤劳的拼抢以及门前的敏锐嗅觉，将他和队中的巴西外援巴洛斯视为江苏舜天在赛季中的两大发现。
升入中超后，孙可由前腰改打右边前卫。2009年中国足球超级联赛中，孙可的出场机会并不多。2010年，孙可患上了急性胃炎，坚持打了10场中超比赛之后，病情转为慢性胃炎，无法说话，体重锐减到64公斤，吃饭都吃不下去。孙可不得已告别赛场，休养了三个月。期间有传闻说他将告别足球。不过，2011年孙可回到球队。塞尔维亚教练德拉甘·奥库卡上任后，孙可渐渐成为球队的主力，与吉翔合称舜天“双子星”。这个赛季球队取得了中超第四名，创造了球队历史上的最好成绩。2012年，孙可的发挥更加出色，成为球队边路进攻的主要战将。这个赛季球队拿到了联赛亚军，获得下赛季亚洲冠军联赛的参赛资格，刷新了球队历史最好成绩的纪录。2013年初，江苏舜天在中国足协超级杯中面对2012年中超联赛冠军广州恒大，孙可在比赛第60分钟替补巴力出场。江苏舜天最终2比1客场击败广州恒大，孙可和球队收获了2013年超级杯冠军。2013年中国足球超级联赛和2013年亚洲冠军联赛中，孙可仍然有着不错的表现。时任中国国家足球队主教练卡马乔因而将他招入国家队。2013年4月2日，江苏舜天与武里喃联的亚冠联赛中，孙可打入了自己的第一个亚冠比赛进球。孙可还入选了由知名足球网站Goal.com评选的2013年3月亚洲最佳阵容，他是当月唯一入选的中超球员。
2015年6月18日，天津泰达足球俱乐部宣布与孙可正式签约，轉会費6600萬人民幣破了中超最高轉会費。2015年7月10日，江苏舜天足球俱乐部宣布孙可将留队，与天津泰达的转会取消。
2016年1月份，孙可正式加盟权健，2016年至2019年效力于天津天海（含天津权健），为球队出战108场比赛打进20球。
2020年7月16日，孙可加盟深圳佳兆业足球俱乐部。

### 国家队
2009年的十一运会男足比赛上，孙可代表江苏队出战，表现不错，被中国国奥队教练看中。2009年10月，备战东亚运动会和伦敦奥运会外围赛的中国国奥队召入了孙可。但是，孙可在中国国奥队并没有得到什么上场机会。
2013年3月15日，中国足协公布新一批中国国家队名单，孙可首次入选国家队。3月22日，在2015年亞洲盃外圍賽中国主场1比0击败伊拉克的比赛中，孙可首发出场，这是他第一次在国家队亮相。比赛中孙可在右路非常活跃，给对手制造了很大的压力。比赛第74分钟，孙可被替换下场。这场比赛孙可的发挥非常出色，孙可得以一战成名，为很多中国球迷所知晓。2013年东亚杯上，孙可表现非常出色。7月21日，对阵日本的比赛上，孙可替补出场，攻入扳平比分的一球，帮助球队3比3逼平日本。这是孙可在国家队的第一个进球。7月28日与澳大利亚的比赛中，孙可首发打满全场，补射打入一球使球队第二次领先对手。

## 家庭
孙可少时家住徐州西苑，家庭条件很普通。他有一个比他大8岁的哥哥孙涛，目前在徐州市西苑中学担任数学教师。参加中甲联赛时，孙可把工资卡交给了父亲，除了必需的生活费，余下的工资都留给了家里。孙可的女友是徐州的一位小学老师。二人在2007年相识，当时孙可在舜天青年队，她在球队驻地附近的一所大学读书。

## 出场纪录

### 国家队进球
最後更新：2013年9月6日 
| 入球 | 日期           | 地点                               | 对手   | 比分 | 比赛结果 | 比赛性质     |
| ---- | -------------- | ---------------------------------- | ------ | ---- | -------- | ------------ |
| 1    | 2013年7月21日  | 首尔世界杯竞技场, 首尔, 韩国       | 日本   | 3–3  | 3–3      | 2013年东亚杯 |
| 2    | 2013年7月28日  | 蚕室综合运动场, 松坡区, 韩国       |        | 2–1  | 4–3      | 2013年东亚杯 |
| 3    | 2013年9月6日   | 天津奥体中心, 天津, 中国           | 新加坡 | 4–1  | 6–1      | 热身赛       |
| 4    | 2014年10月10日 | 武汉体育中心, 武汉, 中国           | 泰國   | 2–0  | 3–0      | 热身赛       |
| 5    | 2015年1月14日  | 布里斯本體育場, 布里斯班, 澳大利亚 |        | 2–1  | 2–1      | 2015年亚洲杯 |
| 6    | 2015年1月18日  | 坎培拉體育場, 坎培拉, 澳大利亚     |        | 1–0  | 2–1      | 2015年亚洲杯 |
| 7    | 2015年1月18日  | 坎培拉體育場, 坎培拉, 澳大利亚     |        | 2–0  | 2–1      | 2015年亚洲杯 |

### 俱乐部
最後更新：2013年11月5日
| 俱乐部 | 赛季     | 级别 | 联赛 | 联赛 | 足协杯 | 足协杯 | 亚冠 | 亚冠 | 其他1 | 其他1 | 总计 | 总计 |
| 俱乐部 | 赛季     | 级别 | 出场 | 进球 | 出场   | 进球   | 出场 | 进球 | 出场  | 进球  | 出场 | 进球 |
| ------ | -------- | ---- | ---- | ---- | ------ | ------ | ---- | ---- | ----- | ----- | ---- | ---- |
| 2006   | 江苏舜天 | 中甲 | 0    | 0    | -      | -      | -    | -    | -     | -     | 0    | 0    |
| 2007   | 江苏舜天 | 中甲 | 0    | 0    | -      | -      | -    | -    | -     | -     | 0    | 0    |
| 2008   | 江苏舜天 | 中甲 | 22   | 2    | -      | -      | -    | -    | -     | -     | 22   | 2    |
| 2009   | 江苏舜天 | 中超 | 10   | 0    | -      | -      | -    | -    | -     | -     | 10   | 0    |
| 2010   | 江苏舜天 | 中超 | 8    | 0    | -      | -      | -    | -    | -     | -     | 8    | 0    |
| 2011   | 江苏舜天 | 中超 | 29   | 3    | 0      | 0      | -    | -    | -     | -     | 29   | 3    |
| 2012   | 江苏舜天 | 中超 | 26   | 3    | 1      | 0      | -    | -    | -     | -     | 27   | 3    |
| 2013   | 江苏舜天 | 中超 | 24   | 4    | 2      | 0      | 6    | 1    | 1     | 0     | 33   | 5    |
| 总计   | 总计     | 总计 | 119  | 12   | 3      | 0      | 6    | 1    | 1     | 0     | 129  | 13   |

1 包括中国足球协会超级杯

## 榮譽

### 俱乐部
江苏舜天
- 中国足球甲级联赛冠军(1)：2008
- 中国足协超级杯冠军(1)： 2013
- 中国足协杯冠军(1)： 2015

 天津权健
- 中国足球甲级联赛冠军(1)：2016